# Луйц, Штефан
Штефан Луйц (нем. Stefan Luitz; род. 26 марта 1992, Больстерланг, Бавария) — немецкий горнолыжник, двукратный призёр чемпионатов мира в командных соревнованиях. Специализируется в слаломных дисциплинах. Участник Олимпийских игр 2014 года в Сочи.

## Карьера
После успешной подготовки в сезоне 2010/11 Луйц получил место в составе Немецкой сборной на этапах Кубка мира. Его первая гонка состоялась 8 января 2011 года на трассе гигантского слалома в Адельбодене, где он сошёл уже в первой попытке. 
26 февраля 2012 года он выиграл свои первые очки в Кубке мира, когда получил занял 29-е место в гигантском слаломе на трассе в Кранс-Монтана.
В декабре 2012 года он впервые дошел до подиума Кубка мира в гигантском слаломе (трасса Валь-д'Изер), заняв второе место. 12 февраля 2013 года Люйц выиграл бронзу с немецкой командой на чемпионате мира в Шладминге, он был запасным. Через несколько дней он получил травму в Гармиш-Партенкирхене и перенес разрыв крестообразной связки. Процесс заживления продолжался без осложнений. 
На Олимпийских зимних играх 2014 года Луйц подрезав флаг в последних воротах на трассе гигантского слалома был дисквалифицирован, показав второе время в первой попытке.
В сезоне 2015/16 он регулярно выступал в гигантском слаломе в очках и шесть раз был в первой десятке. 
В сезоне 2017/18, после успешного старта, он получил разрыв связок на своем левом колене, и вынужден был пропустить оставшуюся часть сезона, в том числе и Олимпийские игры в Корее. 
В сезоне 2018/2019, на этапе в Бивер-Крике, в гигантском слаломе, он показал лучшее время и впервые стал победителем этапа Кубка мира.

## Олимпийские игры
- Сошёл с трассы в гигантском слаломе на Олимпийских играх 2014;

### Победы на этапах Кубка мира (1)
| № | Сезон     | Дата       | Место      | Дисциплина        |
| - | --------- | ---------- | ---------- | ----------------- |
| 1 | 2018/2019 | 2 дек 2018 | Бивер-Крик | Гигантский слалом |